# Mughiphantes sobrius
Mughiphantes sobrius là một loài nhện trong họ Linyphiidae.
Loài này thuộc chi Mughiphantes. Mughiphantes sobrius được Tord Tamerlan Teodor Thorell miêu tả năm 1871.